# Xiphozele wuyiensis
Xiphozele wuyiensis är en stekelart som beskrevs av He och Ma 2000. Xiphozele wuyiensis ingår i släktet Xiphozele och familjen bracksteklar. Inga underarter finns listade i Catalogue of Life.